# Lorenzo Langstroth
Lorenzo Lorraine Langstroth , född 25 december 1810, död 6 oktober 1895 var en amerikansk biodlare, präst och lärare. Han är känd som den amerikanska biodlingens fader och grundaren av modern biodling. 
Langstroth utbildade sig på Yale University och var verksam som predikant inom Kongregationalistkyrkan.
1851 förbättrade han bikupan genom att förse den med löstagbara lådor och lock samt bigång. Detta system används idag i de allra flesta bikupor.
Bigången är avståndet mellan ramen och kupvägg eller nästa etage ram, avsett för binas rörelser. Langstroth upptäckte att för att lätt kunna hantera ramarna ska bigången vara mellan 5 och 11 mm. Om inte måttet är inom området, bygger tambina fast ramen, och den lätta hanteringen av ramen går förlorad. Langstroth patenterade sin bikupekonstruktion och gjorde andra förbättringar som ökade avkastningen i biodlingen.